# The Great American Bash (2005)
Cet article concerne l'édition 2005 du pay-per-view The Great American Bash. Pour toutes les autres éditions, voir WWE The Bash.
L’édition 2005 de The Great American Bash est une manifestation de catch (lutte professionnelle) télédiffusée et visible uniquement en paiement à la séance. L'événement, produit par la World Wrestling Entertainment (WWE), a eu lieu le 24 juillet 2005 dans la salle omnisports HSBC Arena à Buffalo, dans l'État de New York. Il s'agit de la deuxième édition de The Great American Bash produite par la WWE. Torrie Wilson est la vedette de l'affiche officielle.
Huit matchs, dont trois mettant en jeu les titres de la fédération, sont programmés. Chacun d'entre eux est déterminé par des storylines rédigées par les scénaristes de la WWE ; soit par des rivalités survenues avant le pay-per-view, soit par des matchs de qualification en cas de rencontre pour un championnat. L'événement étant exclusif à la division SmackDown, seuls ses catcheurs sont mis en vedette lors de ce spectacle.
Le main event de la soirée est un match simple pour le championnat du monde poids-lourds de la WWE opposant John « Bradshaw » Layfield à Batista. Ce dernier se disqualifie volontairement en frappant son adversaire avec une chaise, afin de conserver son titre.
8 000 personnes ont réservé leur place pour assister au spectacle, tandis que 233 000 personnes ont suivi la rencontre par pay-per-view. Le DVD du spectacle est sorti le 23 août 2005 aux États-Unis et le 7 novembre 2005 en Europe. The Great American Bash a reçu un bilan très mitigé des critiques, notamment à cause de l'issue du match pour le championnat du monde poids lourds.

## Contexte
Les spectacles de la World Wrestling Entertainment en paiement à la séance sont constitués de matchs aux résultats prédéterminés par les scénaristes de la WWE. Ces rencontres sont justifiées par des storylines — une rivalité avec un catcheur, la plupart du temps — ou par des qualifications survenues dans l'émission de la WWE SmackDown. Tous les catcheurs possèdent un gimmick, c'est-à-dire qu'ils incarnent un personnage gentil ou méchant, qui évolue au fil des rencontres. Un pay-per-view comme The Great American Bash est donc un événement tournant pour les différentes storylines en cours.

### John «Bradshaw» Layfield contre Batista
La rivalité (feud) pour le WWE World Heavyweight Championship (championnat du monde poids lourds de la WWE) entre John « Bradshaw » Layfield et Batista débute le 30 juin 2005, lorsque ce dernier est transféré de la division Raw avec son titre à l'occasion du draft annuel.
Le directeur général de SmackDown Theodore Long, organise le jour même un Six-Man Elimination Match pour désigner l'aspirant au titre lors de The Great American Bash. JBL en sort victorieux aux dépens de Chris Benoit, Christian, Booker T, Muhammad Hassan, et The Undertaker. Le 14 juillet 2005, JBL attaque Batista à l'issue d'un match victorieux face à Orlando Jordan, membre du clan The Cabinet de JBL. La semaine suivante, JBL accompagné de Jordan célèbre sa future victoire pour le titre lorsque apparait Batista. JBL s'enfuit et Orlando Jordan subit une attaque de Batista.

### Orlando Jordan contre Chris Benoit
La rencontre pour le WWE United States Championship (championnat des États-Unis de la WWE) oppose le champion en titre Orlando Jordan à Chris Benoit. Lors du SmackDown du 7 juillet 2005, Chris Benoit affronte Booker T dans un match pour devenir le prétendant au titre. À la suite de sa victoire, le directeur général de la division SmackDown, Theodore Long, accorde à Chris Benoit un match pour le titre contre Orlando Jordan lors de The Great American Bash.

## Tableau des résultats
| #                                                                | Match | Stipulation                                                                          | Durée |
| ---------------------------------------------------------------- | --- | ------------------------------------------------------------------------------------ | ----- |
| Heat                                                             | Paul London (c) bat Nunzio. | Match simple pour le championnat poids-moyen de la WWE.                              | 02:33 |
| 1                                                                | Legion of Doom 2005 battent MNM (c). | Match par équipe pour le championnat par équipes de la WWE.                          | 06:45 |
| 2                                                                | Booker T (avec Sharmell) bat Christian. | Match simple.                                                                        | 11:52 |
| 3                                                                | Orlando Jordan (c) bat Chris Benoit. | Match simple pour le championnat des États-Unis de la WWE.                           | 14:23 |
| 4                                                                | The Undertaker bat Muhammad Hassan (avec Daivari).                                                                                         | Match simple pour être aspirant no 1 au championnat du monde poids-lourds de la WWE. | 08:04 |
| 5                                                                | The Mexicools (Super Crazy, Juventud et Psicosis) battent The Blue World Order (bWo) (Big Stevie Cool, The Blue Meanie et Hollywood Nova). | Match par équipe 3 contre 3.                                                         | 04:53 |
| 6                                                                | Rey Mysterio bat Eddie Guerrero. | Match simple.                                                                        | 15:39 |
| 7                                                                | Melina bat Torrie Wilson. | Bra and Panties match avec Candice Michelle en arbitre spécial.                      | 03:53 |
| 8                                                                | John « Bradshaw » Layfield (avec Orlando Jordan) bat Batista (c) par disqualification.                                                     | Match simple pour le championnat du monde poids-lourds de la WWE.                    | 19:47 |
| (c) désigne le(s) champion(s) défendant son titre dans le match. | |                                                                                      |       |

### Autres sources
- The Great American Bash 2005 - Site officiel
- « The Great American Bash » (présentation de l'œuvre), sur l'Internet Movie Database